# Піпа Наталія Романівна
Наталія Романівна Піпа (нар. 12 жовтня 1983; Львів) — українська політична та громадська діячка, активістка, волонтерка, пластунка, колишня член організації AIESEC, ексочільниця міської організації Української Галицької партії, співзасновниця ГО «Кращий Сихів» та спільноти «Друзі Джерела».
Народна депутатка України IX скликання від партії «Голос».

## Життєпис
Освіта
У 2000 році закінчила Львівську спеціалізовану загальноосвітню школу № 8 з поглибленим вивченням німецької мови.
У 2005 році здобула вищу освіту за фахом «Економічна кібернетика» у Львівському національному університеті імені Івана Франка.
У 2018 році закінчила Український католицький університет, програми «Управління неприбутковими організаціями», «Ефективне врядування», «Good governance for good leaders».
Досвід роботи
У 2004—2013 роках — страхова брокерка в Страховий брокер «Експерт».
Із 2013 року — менеджерка із зовнішніх зв'язків (фандрейзерка) у Центрі для дітей та молоді з особливими потребами «Джерело».
До 2019 року — керівниця Львівської міської організації Української Галицької Партії та ГО «Кращий Сихів».
Громадська та політична діяльність
У 1997 році — вступила в національну скаутську організацію «Пласт».
З 2000 по 2004 рік — член організації AIESEC.
У 2014 році — співзасновниця ГО «Кращий Сихів» та «Скверу Гідності» — громадського простору в Сихівському районі міста Львова.
Реалізовані проєкти

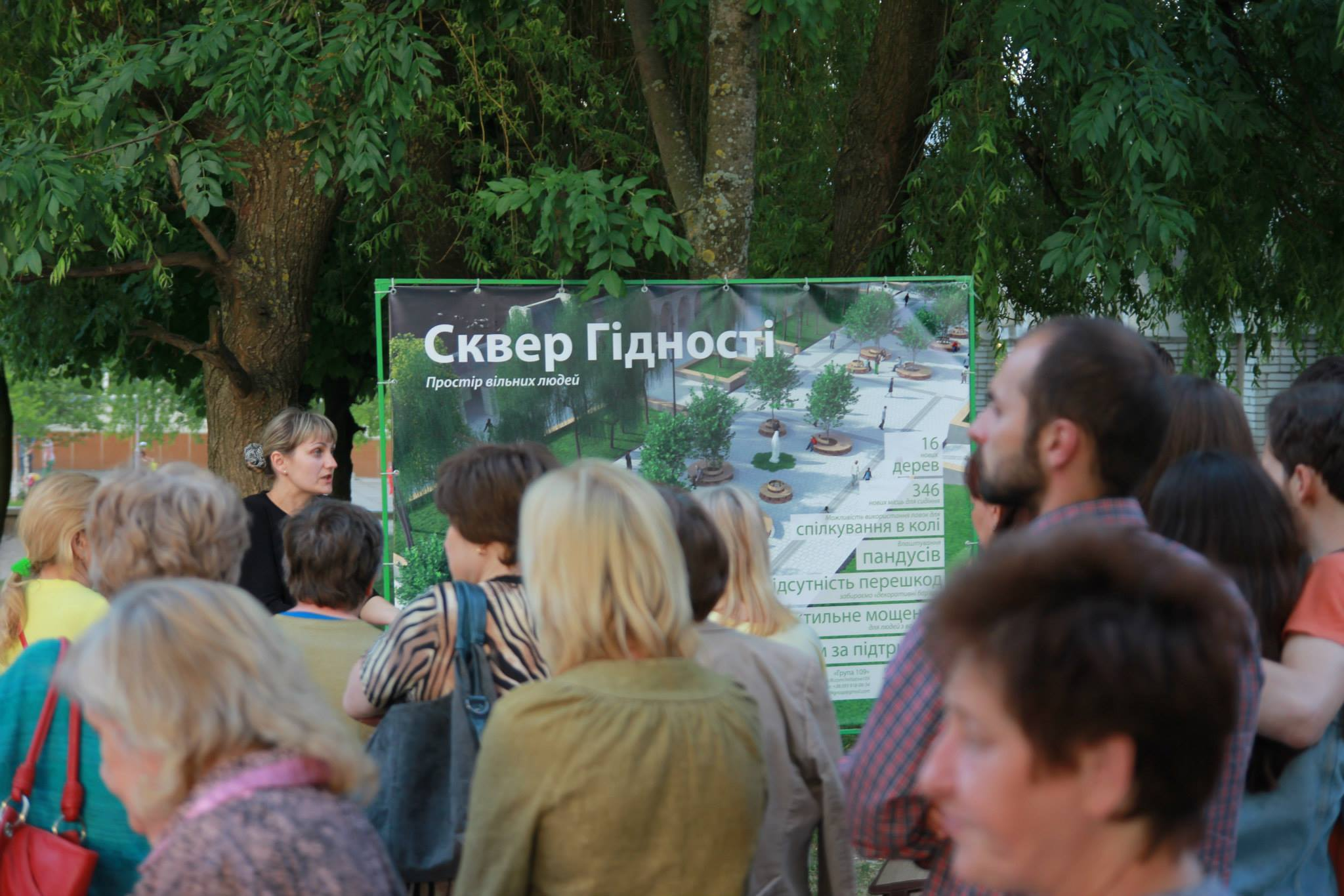
Наталія Піпа в громадському просторі

Ініціаторка та організаторка відкриття першої екостежки у Львові «Зелена стежка Сихова», проєкту громадського простору біля кінотеатру Довженка на Сихові, лекторію від Майстерні Міста і GIZ, екоярмарок, майстер-класів, Великого сімейного «Свята Автобуса» для інклюзивних дітей, «Екосвята на Сихові», метою якого є підвищення екологічної свідомості.
З 2015 по 2019 рік — член Української Галицької Партії.
З 2015 по 2016 рік — керівниця Львівського міського осередку партії.
У 2015 році Наталія Піпа балотувалася у мажоритарному окрузі на Сихові до Львівської обласної та міської рад.
З листопада 2016 року — помічник депутата Львівської міської ради Дяковича Ігоря Володимировича.
У 2019 році перемогла у 115-му виборчому окрузі (Сихівський район, частина Личаківського району м. Львова) на парламентських виборах від партії «Голос».

## Робота в Верховній Раді
Є членом депутатської фракції Політичної Партії «Голос» у Верховній Раді України дев'ятого скликання.
Секретар Комітету Верховної Ради з питань освіти, науки та інновацій. Працює над реалізацією старшої профільної школи. Відстоює навчання державною мовою в школах та університетах. Працює над тим, щоб усі парки Львова отримали межі і були захищені від незаконних забудов.
У червні 2021 року оголосила про своє приєднання до новоствореного депутатського об'єднання «Справедливість» та про недовіру голові фракції «Голосу» в ВРУ разом з іншими 10 депутатами партії.